# Сан-Фернандо (округ)
Округ Сан-Фернандо (ісп. San Fernando) — адміністративно-територіальна одиниця 2-ого рівня у провінції Буенос-Айрес в центральній Аргентині. Адміністративний центр округу — Сан-Фернандо (ісп. San Fernando).
Населення округу становить 163240 осіб (2010). Площа — 924 кв. км.

## Історія
Округ заснований у 1816 році.

## Населення
У 2010 році населення становило 163240 осіб. З них чоловіків — 78645, жінок — 84595.

## Політика
Округ належить до 1-ого виборчого сектору провінції Буенос-Айрес.